# Социјалдемократски савез (Исланд)
Социјалдемократски савез (исландски језик: Samfylkingin jafnaðarmannaflokkur Íslands) је политичка странка социјалдемократске оријентације на Исланду. Странка партиципира у Странци европских социјалиста, те у скандинавским асоцијацијама које окупљају странке социјалдемократске оријентације.
Тренутни лидер странке је Logi Már Einarsson.